# Breidleria erectiuscula
Breidleria erectiuscula là một loài Rêu trong họ Hypnaceae. Loài này được (Sull. & Lesq.) Hedenas mô tả khoa học đầu tiên năm 1990.